# East Bay Ray
Raymond John Pepperell, soprannominato East Bay Ray (Oakland, California, 17 novembre 1958), è un chitarrista statunitense.
Ha militato nel gruppo musicale hardcore punk Dead Kennedys. Il suo stile è fortemente influenzato dalla surf music, dal jazz e dal rockabilly.